# Leon Valley
Pour les articles homonymes, voir Leon.
La ville de Leon Valley est située dans le comté de Bexar, dans l’État du Texas, aux États-Unis. Lors du recensement de 2010, elle comptait 10 151 habitants.

## Source
- (en) Cet article est partiellement ou en totalité issu de l’article de Wikipédia en anglais intitulé « Leon Valley, Texas » (voir la liste des auteurs).

1. ↑  « Population and Housing Unit Estimates » (consulté le 9 juin 2017)
2. ↑  « Census of Population and Housing », Census.gov (consulté le 4 juin 2015)